# EE-18 Sucuri II
L'EE-18 Sucuri II era un prototipo brasiliano di autoblindo controcarro sviluppato dall'impresa privata ENGESA di San Paolo, nel corso degli anni ottanta del XXI Secolo e rimasto allo stadio di prototipo.

## Sviluppo
Dopo il fallimento del programma EE-17 Sucuri, relativo ad una autoblindo armata con un cannone GIAT CN-105 D1504 da 105/44 mm, e derivata dalla precedente EE-9 Cascavel, l’industria ENGESA sviluppò una nuova autoblindo pesante nella seconda metà anni ottanta che venne designata EE-18 Securi II.
Si trattava di un veicolo 6x6 propulso da un motore diesel Scania DSI-11 a 6 cilindri in linea raffreddato ad acqua erogante la potenza massima di 384 CV. Accoppiato ad una trasmissione automatica ZF 6HP 600 con sei marce in avanti e una retromarcia. L’adozione di questo propulsore, installato nella parte anteriore destra del veicolo, consentiva di raggiungere una velocità massima di 105 km/h, di superare un ostacolo verticale di 0,60 m, un guado di 1,3 m di profondità e una trincea della larghezza di 2 m.
L'armamento principale era costituito da un cannone di origine italiana OTO-Melara cal. 105/52 mm, dotato di freno di bocca ed estrattore di fumi, posizionato in una torretta stabilizzata che consentiva un’elevazione da -6° a +15°, in grado di sparare munizioni APFSDS-T, HEAT e HESH. La riserva di munizioni per il cannone era pari a 30 colpi, di cui 8 contenuti nella torretta e ventidue nello scafo. L’armamento secondario verteva su di una mitragliatrice FN MAG cal. 7,62 mm installata coassialmente al cannone, mentre quello antiaereo si basava su di una mitragliatrice Browning M2HB cal. 12,7 mm posizionata sul tetto della torretta, in un lato della quale erano installati 4 lanciagranate per artifizi fumogeni. L’equipaggio era composto da 4 membri, capocarro, cannoniere, servente e pilota, ognuno dei quali poteva vedere all’esterno grazie ad un proprio periscopio.
La corazzatura consiste in uno strato esterno in acciaio indurito e di uno strato interno di acciaio più dolce, uniti tra loro tramite laminazione a caldo e temprati . Tale sistema consente una efficace protezione contro proiettili fino al calibro di 20–25 mm e schegge di proiettili esplosivi. A richiesta del cliente erano disponibili sistema di condizionamento, riscaldamento, pneumatici a controllo automatico della pressione, e completo sistema di protezione per operare in ambiente NBC. L’adozione del sistema centrale di controllo della pressione degli pneumatici (CTIS) consente al veicolo una grande mobilità su qualsiasi tipo di terreno. Le sei ruote sono tutte motrici, con le prime due servosterzanti, mentre la sospensione posteriore ENGESA "Boomerang" assicura un’ottima mobilità fuoristrada.
Il nuovo modello non ottenne alcun ordine di produzione, e fu definitivamente accantonato in seguito al fallimento della ditta costruttrice avvenuto nel 1993.

### Annotazioni
1. ↑  Il proiettile sparato da questo cannone poteva perforare 150 mm di corazza a 5.000 m di distanza.
2. ↑  Ruote e pneumatici MICHELIN XS 18R 22,5 della misura di 14 x 22,5 sono antiproiettile.

### Fonti
1. 1 2  Bastos 2007, p. 44.
2. ↑  Bastos 2007, p. 45.
3. ↑  Schmidt 1987, p. 131.
4. ↑  Drago, Boroli 1992-94, p. 17.
5. 1 2  Bastos 2007, p. 46.
6. 1 2 3 4 5  Bastos 2007, p. 47.
7. ↑  Bastos 2007, p. 48.
8. 1 2 3  Drago, Boroli 1992-94, p. 18.

### Periodici
- Carlos Stephani Bastos, Uma realidade brasileira. Projetos ainda viáveis, in Revista DaCultura, n. 11, Fundação Cultural Exército Brasileiro, 2007,  pp. 42-53.
- Giuliano Da Frè, Il rinnovamento dell'esercito brasiliano, in RID- Rivista Italiana Difesa, n. 9, Chiavari, Giornalistica Riviera Soc. Coop. s.r.l., settembre 2015,  pp. 64-75.